# Tatuí
Tatuí è un comune del Brasile nello Stato di San Paolo, parte della mesoregione di Itapetininga e della microregione di Tatuí.
Tatuí è nota in Brasile come la "capitale della musica" per via del suo prestigioso conservatorio Dr. Carlos de Campos.